# Maur Dantine
Maur Dantine (* 1. April 1688 in Gonrieux; † 3. November 1746 im Kloster der Blancs-Manteaux in Paris) war ein Benediktiner der Mauriner-Kongregation und Chronist. Wie viele Angehörige seiner Kongregation war er einer der sogenannten Appellanten, die die Päpstliche Bulle Unigenitus Dei filius (1713) nicht akzeptierten, sondern an ein Generalkonzil appellierten.

## Werke
Dantines Hauptverdienst ist seine Arbeit in der Chronologie; er wird aufgrund des sorgfältig ausgearbeiteten Plans, den er für die große Publikation „L’Art de vérifier les dates historiques, des chartes, des chroniques et autres monuments, depuis la naissance de J.-C.“. entworfen hatte, als einer der Gründer dieses Zweigs der Geschichtswissenschaften angesehen. Er hat die meiste Vorarbeit für diese Veröffentlichung geleistet, indem er genauere chronologische Tabellen erstellt und eine bessere Methode zur Berechnung historischer Daten einführte. Krankheitsbedingt konnte er seine Arbeit nicht fortsetzen und musste die Fertigstellung anderen Mitgliedern seines Ordens überlassen. Sein Nachfolger war Charles Clémencet.
Er widmete sich auch der Linguistik und veröffentlichte daraus eine Übersetzung mit Kommentar zu den Psalmen unter dem Titel: „Les psaumes traduits sur l'hébreu avec des notes“. Diese Arbeit zog so viel Aufmerksamkeit auf sich, dass im gleichen Jahr eine zweite, im Jahr darauf eine dritte Auflage nötig wurde.
In Zusammenarbeit mit Dom Carpentier bereitete er eine Neuausgabe des ursprünglich von Charles du Fresne, sieur du Cange 1678 veröffentlichten Lexikons vor. Sie wurde später von den Maurinern mit dem Herausgeber Dom Guesnié fortgeführt, dem Nicolas Toustain und Louis le Pelletier folgten. Die Ausgabe von Dantine und Carpentier, halb so umfangreich wie die Du Canges, erschien in sechs Bänden 1733–1736 in Paris unter dem Titel: „Glossarium ad scriptores mediæ et infimæ latinitatis, editio locupletior operâ et studio monachorum O.S.B.“